# Písečný vrch (337 m)
Písečný vrch je vrch s nadmořskou výškou 337 metrů, který se nachází 4 kilometry západně od centra Děčína.

## Přístup
V úpatí pod jižním svahem probíhá silnice I. třídy č. 13 z Děčína směrem na Teplice. Vrch je ze téměř všech stran obklopen děčínskými čtvrtěmi Bynov (západ, jih), Nová Ves (severozápad), Čechy (východ) a Dolní Oldřichov (jihovýchod). Pouze na jihovýchodě, severu a severovýchodě jsou zalesněné či řídce zastavěné plochy. Těmito plochami probíhá červená turistická stezka, jež se k vrcholu přibližuje na 150 metrů (42 metrů výškových). Přímo k němu bohužel nevede žádná cesta a je nutný výšlap lesním terénem.

## Galerie

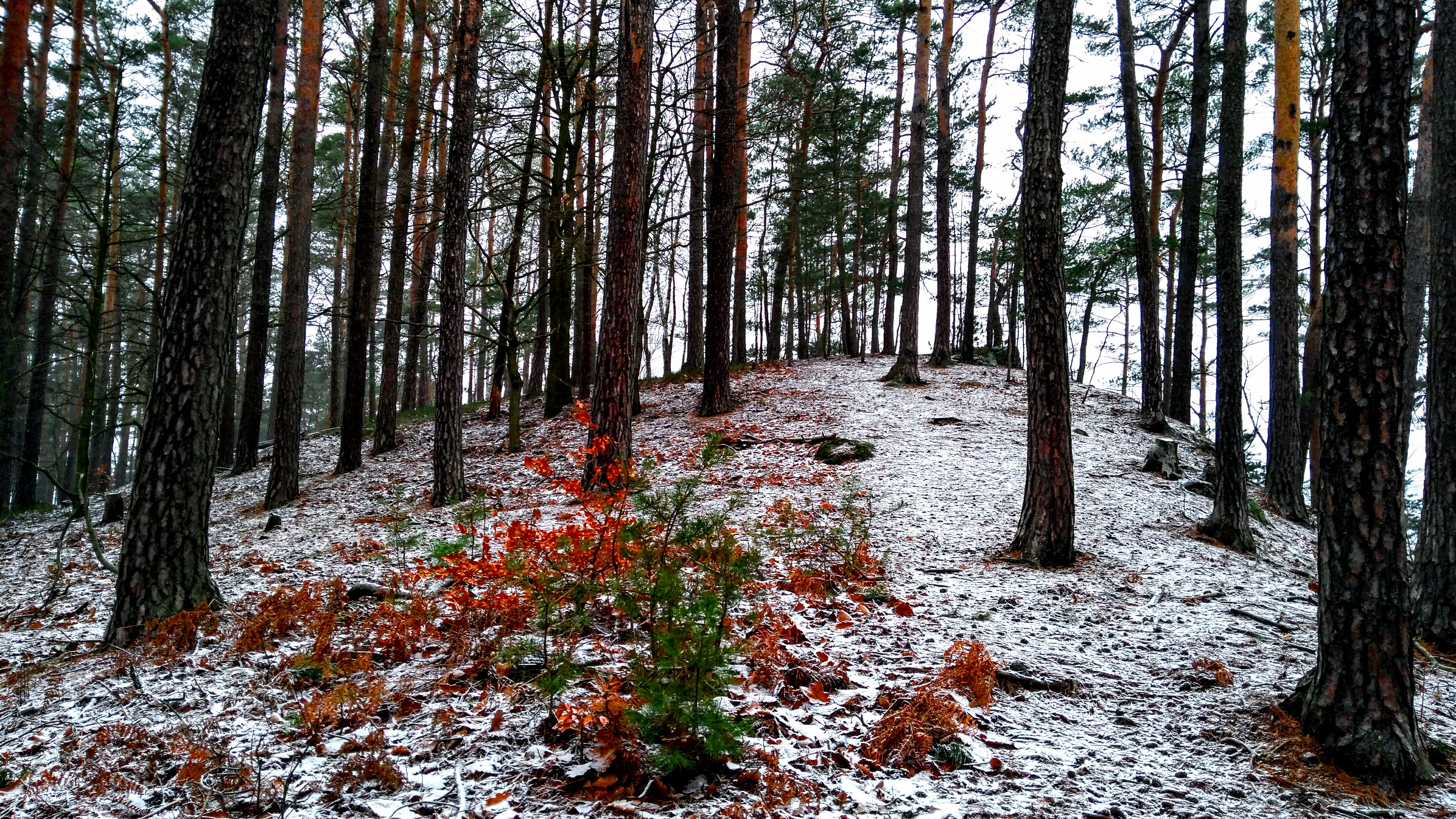
Vrchol z východu.
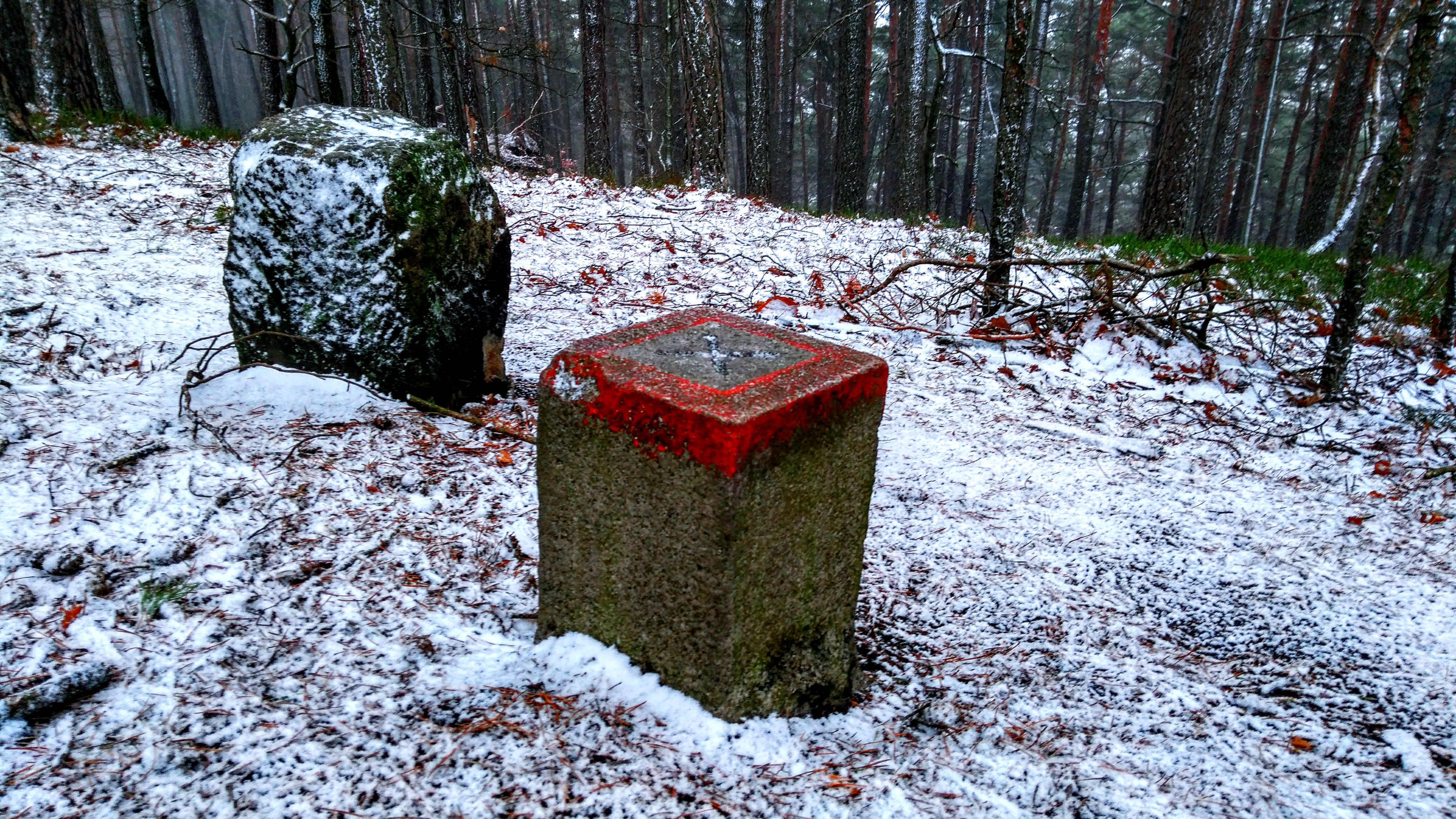
Vrcholový patník.
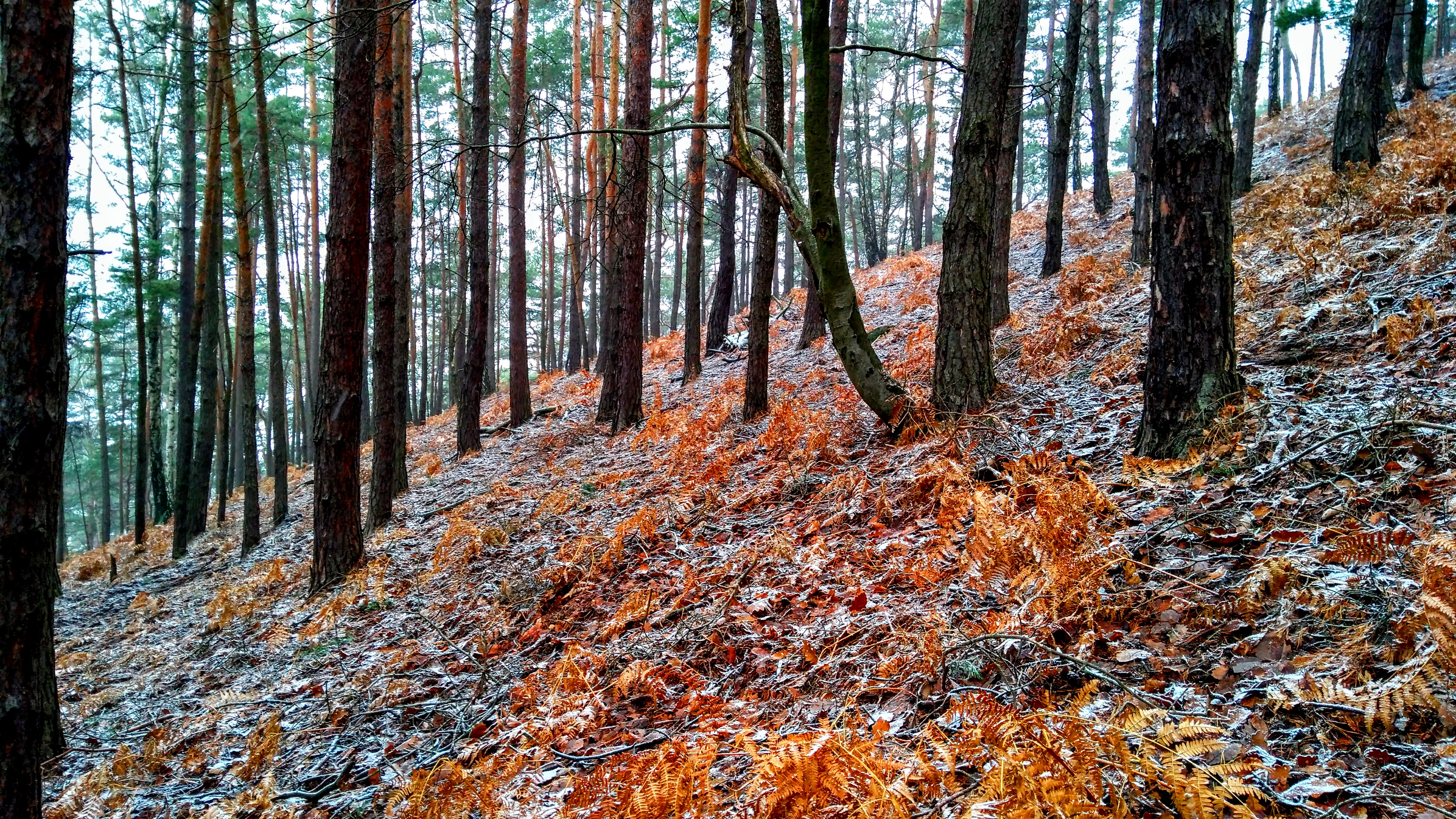
JZ svah těsně pod vrcholem.
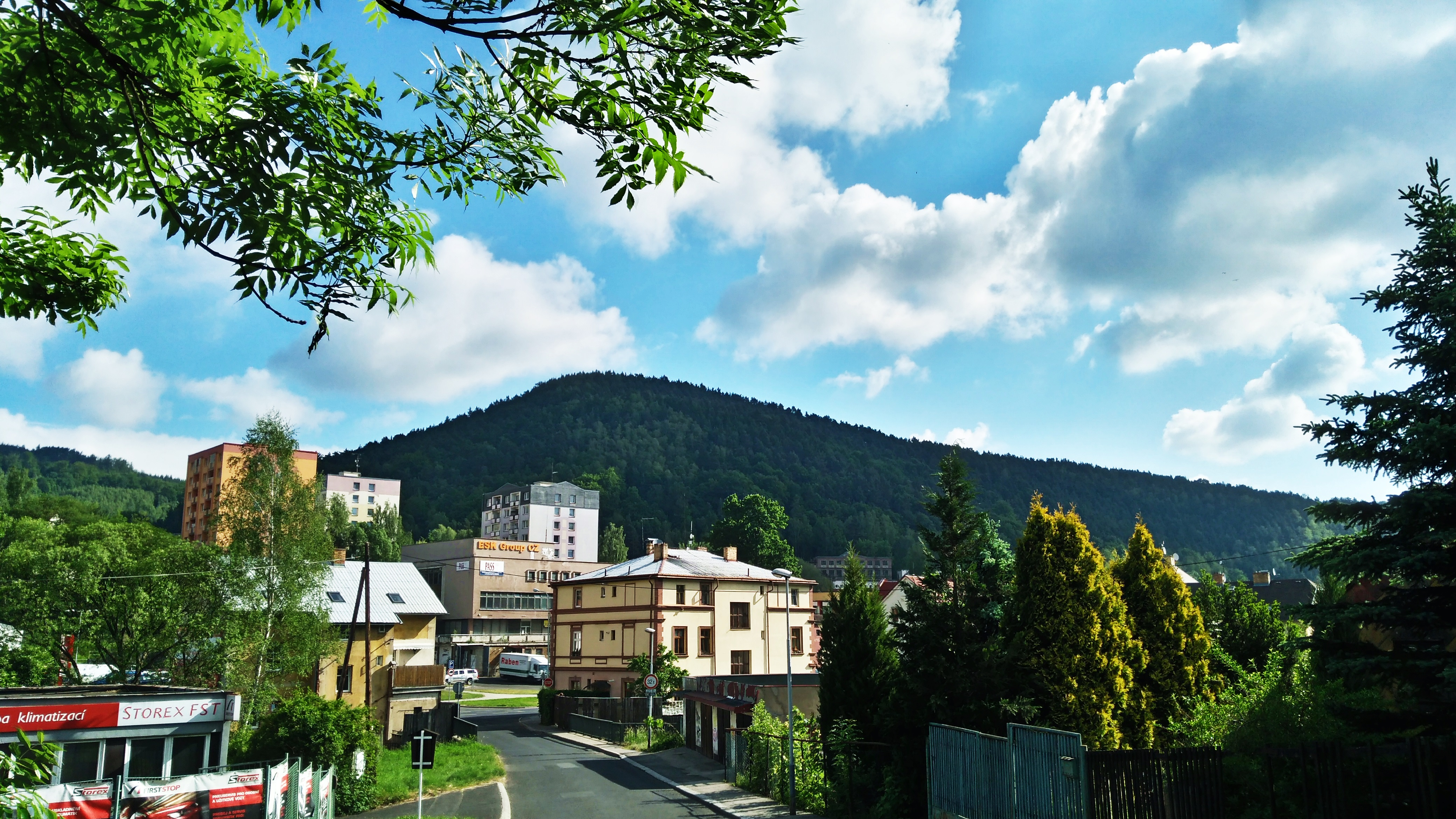
Pohled z JV z ulice Bynovská.